# Murder-Set-Pieces
Murder-Set-Pieces – amerykański film fabularny (horror, slasher) z 2004 roku, w Polsce znany także niepowszechnie pt. Mord w kawałkach.
W Wielkiej Brytanii dystrybucja filmu nie jest dozwolona ze względu na jego brutalność i seksualizowanie przemocy.

## Obsada
- Sven Garrett − Fotograf
- Jade Risser − Jade
- Edwin Neal − Dobry Samarytanin
- Gunnar Hansen − Nazistowski Mechanik
- Cerina Vincent − Piękna Dziewczyna
- Tony Todd − Sprzedawca